# Jenő Vinyei
Jenő Eugen Vinyei, noto anche in ceco come Eugen Prošovský (Miskolc, 9 dicembre 1922 – New York, 4 novembre 1976), è stato un calciatore ungherese con cittadinanza slovacca.

## Caratteristiche tecniche
Era un terzino sinistro, ambidestro, in alcune occasioni fu utilizzato anche come centravanti.

## Carriera

### Club
Gioca in Ungheria nel Diósgyőri VTK e in Cecoslovacchia nel Sokol Košice e diventa presto terzino titolare della Nazionale cecoslovacco. Fu portato in Italia dai dirigenti della Pro Patria nel 1949. Passa nel 1951 al Napoli e gioca a fianco di Delfrati. Dopo 4 campionati in Campania a 33 anni viene ritenuto ormai al tramonto e ceduto per poche lire alla SPAL di Paolo Mazza che invece ne saprà valorizzare le doti responsabilizzandolo - diventerà capitano e rigorista dei biancoazzurri - e rimettendolo in coppia con Delfrati e Lucchi. Si ritirerà dal calcio nel 1957. In tutto ha giocato 233 partite nella Serie A italiana segnando 12 reti.

### Nazionale
Pur essendo ungherese, giocò nella nazionale cecoslovacca col nome di Eugen Prošovský. Esordì il 12 giugno 1948 in amichevole contro la Francia; il suo secondo e ultimo incontro risale alla gara contro l'Austria valida per la Coppa Internazionale.

## Statistiche

### Cronologia presenze e reti in nazionale
| Cronologia completa delle presenze e delle reti in nazionale ― Cecoslovacchia | Cronologia completa delle presenze e delle reti in nazionale ― Cecoslovacchia | Cronologia completa delle presenze e delle reti in nazionale ― Cecoslovacchia | Cronologia completa delle presenze e delle reti in nazionale ― Cecoslovacchia | Cronologia completa delle presenze e delle reti in nazionale ― Cecoslovacchia | Cronologia completa delle presenze e delle reti in nazionale ― Cecoslovacchia | Cronologia completa delle presenze e delle reti in nazionale ― Cecoslovacchia | Cronologia completa delle presenze e delle reti in nazionale ― Cecoslovacchia |
| Data                                                                          | Città                                                                         | In casa                                                                       | Risultato                                                                     | Ospiti                                                                        | Competizione                                                                  | Reti                                                                          | Note                                                                          |
| ----------------------------------------------------------------------------- | ----------------------------------------------------------------------------- | ----------------------------------------------------------------------------- | ----------------------------------------------------------------------------- | ----------------------------------------------------------------------------- | ----------------------------------------------------------------------------- | ----------------------------------------------------------------------------- | ----------------------------------------------------------------------------- |
| 12-6-1948                                                                     | Praga                                                                         | Cecoslovacchia                                                                | 0 – 4                                                                         | Francia                                                                       | Amichevole                                                                    | -                                                                             |                                                                               |
| 31-10-1948                                                                    | Bratislava                                                                    | Cecoslovacchia                                                                | 3 – 1                                                                         | Austria                                                                       | Coppa Internazionale 1948-1953                                                | -                                                                             |                                                                               |
| Totale                                                                        |                                                                               | Presenze                                                                      | 2                                                                             |                                                                               | Reti                                                                          | 0                                                                             |                                                                               |